# 陈家昌 (1932年)
陈家昌（1932年3月—2017年11月26日），汉族，广西玉林人，中华人民共和国政治人物。

## 生平
出生于玉林市玉州区南江街道，1949年11月参加工作，1952年10月加入中国共产党。1988年9月至1993年2月，担任广西壮族自治区人事厅党组副书记、副厅长。2017年11月26日，他在南宁逝世，享年86岁。